# La mala pianta
La mala pianta è un  mediometraggio muto italiano del 1912 diretto da Mario Caserini.